# 絕對絕望少女 槍彈辯駁Another Episode
《絕對絕望少女 槍彈辯駁Another Episode》是於PlayStation Vita上的第三人稱射擊遊戲，最初於2014年9月在日本发售。由Spike Chunsoft（日语：株式会社スパイク・チュンソフト）公司所開發。本作是槍彈辯駁系列第一款動作冒險遊戲，主題關鍵字為「迷幻流行驚悚」。

## 劇情
時間是《槍彈辯駁》與《超級槍彈辯駁2》之間，舞台是被黑白熊控制的城市為主軸。
發生人類史上最大最惡的絕望事件一年半後，位於塔和城市的大廈裡，被強制過囚禁生活的普通少女－苗木困。

## 登場人物

### 雙主角
本作採雙主角形式，第一主角是前作主角的妹妹苗木困，第二主角則是前作角色的腐川冬子。
苗木困（Naegi Komaru）
配音員：內田彩
本作的主角，前作一代主角苗木誠的親妹妹。生日5月31日、身高163公分、體重49公斤、胸圍84公分、血型A型。
在一代當中也曾出現過，但只有片段。和當時為國中生時期相比，造型已有很大的分別，頭上也長出呆毛。在苗木誠進入希望峰學園就讀以後，世界逐漸陷入動亂，某天苗木困在家中突然遭到闖入的人所擄走，從此和父母失散，被囚禁在塔和市某公寓內的某個房間裡長達一年半之久，在這段時間內和外界連繫中斷，對外面世界的騷亂一無所知。在囚禁期間已達高中入學年齡，被贈送一套制服，造型因而從原先一代時的西裝外套換成現在的水手服。雖然始終抱著逃脫的希望，但無能為力，直到某日大門突然遭到黑白熊機器人破壞，才得以趁機逃出，此時外面已陷入一片浩劫之中。逃跑的過程中遇到前作角色之一的十神白夜以及其所帶領的未來機關成員，被十神給與一把外型像擴音器形狀的駭客裝置，可作為攻擊黑白熊的武器。但在逃跑的中途，被五名希望戰士所捕捉，並被要求強制參加魔物狩獵（デモンズハンティング）的遊戲，因而被迫繼續留在塔和市內，隨後就遇上腐川冬子並共同行動。
不像哥哥被選為超高中級，本人被認為是沒有任何特殊才能的、普通的少女。因為認為自己沒有才能，因此在遊戲初期表現出來的性格較為懦弱，遇到困難時常想要逃避，或是無助地哭泣，也曾批評腐川冬子：「妳是被選中的有才能的人，才會根本不懂弱者的心情！」但在經歷過多次事件以後，再加上腐川冬子的鼓勵之下，後期逐漸展現出強大的意志，雖然在途中曾有機會逃離塔和市，但因為認為自己對於十神和腐川有責任，最後還是選擇留下，在不斷地戰鬥之下逐漸朝向最終目的塔和大廈前進。並不知道其實自己並非一般普通人，而是有經過某人挑選後的特別人物。
性格就像一般的少女一樣，也有看漫畫的興趣。對一些科學術語完全一竅不通，鬧過幾次笑話。空木言子曾說因為看她長得可愛，而放棄獵殺她的想法，轉而決定把她擄走並且進行「開發」。因為被囚禁時訊息和外界隔絕，原先完全不曉得外界的事情發生經過，直到通過視訊連線上未來機關之後才被苗木誠告知整個事件的發展情形。個性受到苗木誠鼓舞，而有略微向苗木誠看齊的傾向，有時也被腐川冬子笑稱是「兄控」。一般常被腐川冬子暱稱「おまる」（意思為便盆，也正好就是本作裡存檔點的造型，中文版譯為"阿睏"），滅族者翔則會稱她為「デコマル」（中文版譯為"困仔"）。其所持的駭客裝置能發射八種言彈「壊、痺、動、踊、噴、燃、接、観」（中文版為壞、痺、動、舞、噴、燃、連、觀），每種言彈都各自有不同作用，但只能針對機械產生效果，對人類則無效。
腐川冬子（Fukawa Touko）
配音員：澤城美雪
前作的角色。原希望峰學園的學生，著名的女性小說家，著書極多，被稱為「超高中級的文學少女」。生日3月3日、身高167公分、體重47公斤、胸圍79公分、血型O型。外型和前作類似，為陰沉的眼鏡女，但前作時綁在後腦的兩條辮子已解開，穿著的深色學生服也比前作更加破爛，裙擺的部分還開叉了一個大口。
自從前作離開希望峰學園以後，和其他同學一起加入未來機關，但由於某個原因而一直尚未被准許成為正式成員，目前還只是實習員的身分，讓她十分在意。因為聽聞一直以來仰慕的十神因任務要去塔和市，因而也暗中偷偷跟著來到塔和市，中途遇上苗木困並且展開共同行動。
性格和前作類似，陰沉、容易結巴、極度自卑、毒舌，有些被害妄想，自稱沒有任何朋友，為了營救十神而不得不和苗木困共同行動。總是會在腦內妄想裡把十神的所作所為給各種美化，面對十神時會有受虐癖。弱點為怕黑、怕見血。由於有前作參加過自相殘殺遊戲的經驗，性格較堅強，初期對於個性退縮、常會無助哭泣的苗木困感到相當不耐煩，但又不能離開，只好設法多方開導，並逐漸成為苗木困的重要精神支柱。到後期也能漸漸地認可苗木困的成長，並視其為生平第一個交到的朋友。由於非常不愛洗澡，有時會被苗木困譏笑身上有體臭。言子曾評論苗木困是「可愛的大姐姐」，腐川冬子卻被評為「醜八怪大姐姐」。
體內一直以來壓抑著另一個滅族者翔的人格，原先只會在見血、昏倒或打噴嚏等等無法控制的情況下突然交換人格（再做一次又可回復原先人格），本作裡已可做到用電擊槍控制交換人格，但有時間限制。其實背地裡曾和僕人有過秘密協議，被承諾如果能一路上好好輔助苗木困不斷前進，就可以保障被擄走的十神白夜的安全，也因此在平時總是催促苗木困要勇於面對挑戰，盡量不讓她有逃離的念頭。但中途也曾改變想法，決定讓苗木困離開塔和市，並且砍傷想要設法阻止的僕人，後來因為苗木困自己決定要繼續留下而將此事作罷。
滅族者翔（Genocider Sho）
配音員：澤城美雪
腐川冬子平時所隱藏的另一人格，被稱為「超高中級的殺人鬼」，舌頭總是突出吊在外面，性格和腐川冬子完全相反，不時狂笑，並帶有些黑色幽默，動作俐落，以雙手持有的剪刀為武器。
過去曾殺害多名男性，成為社會事件裡的人物，目前依腐川冬子所言，已能用電擊槍電擊自己作為控制，但仍有因為意外不慎打噴嚏而跑出來的可能。和前作一樣，二個人格之間知識和情感可以共通，記憶則不行。能作為可操作角色跟困交換出場，以剪刀為武器，威力強大且不會受到傷害，但有時間限制，電力耗盡時就會回復原狀，當湊集「鮮血狂歡」四個字能發動專屬的必殺技。

### 希望戰士
五名自稱希望戰士的小學生，帶領著頭戴黑白熊頭罩的小孩與大量的機械黑白熊，在塔和市內四處殺害大人，期望創造沒有大人的小孩的樂園。五人各自分別擔當勇者、戰士、僧侶、賢者、法師五名角色，並擁有專屬的機器人 。五人原先為希望峰學園附屬小學的同班同學，各自都有嚴重的家庭問題，某天相約一起準備集體自殺(跳樓)時被正好來到塔和市的江之島盾子發現並被收留。江之島盾子教導五人要視大人為「魔物」，要殺害大人，建立專屬於小孩的「樂園」，五人也都將盾子視為神明一般非常崇拜她。盾子在前作落敗並死亡後，五人頓失依靠，後來決定改以最中為首領，並且帶領黑白熊小孩與機械黑白熊突然展開大規模叛亂，令塔和市在短時間內就迅速陷入混亂。認為苗木困和腐川冬子是「快要成為魔物但還不是魔物」的狀態。
大門大（Daimon Masaru）
配音員：潘惠美
希望戰士中擔任勇者兼隊長，被稱為「超小學級的體育時間」，擅長運動，個性開朗活潑，做事很直線化。由於過去疑似被父親家暴的陰影，對於「害怕」一詞會有過激的反應。
勇者機器人－強化裝甲馬克王
身長超過3公尺的戰鬥機器人，雙手是大型鑽頭，動力核心兼弱點位於胸口前方。
煙蛇太郎（Kemuri Jataro）
配音員：上坂堇
希望戰士中擔任僧侶，精通圖畫和手工作業，被稱為「超小學級的美術時間」。長久以來都帶著頭罩，認為自己相貌醜陋，其他人看到眼睛可能會腐爛。雖然常被各種使喚到處幫忙，卻是個被自己和他人都認同的顧人怨，但是在被其他人討厭的時候反而會感到安心。因為會把被殺害的屍體改造成玩偶而被其他大人們所畏懼。
並不知道自己把頭罩摘下來以後其實是個相當可愛的美少年。
僧侶機器人－怪醫生龐葛洛

空木言子（Utsugi Kotoko）
配音員：荒浪和沙
希望戰士中擔任戰士，留著兩條大大雙馬尾的女孩，從小就是個童星，被稱為「超小學級的學藝時間」，非常熱衷追求「可愛」的東西，為了這個甚至可以放棄追殺苗木困。會擺出一副職業笑容，並將真實的情感隱藏在後面。
是唯一一個在普通人形態和操縱機器人時都要對戰的角色。普通時手持一把假牙發射器作為武器。操縱的機器人為「高地英雄號」。由於過去疑似被性侵的陰影，對於「溫柔」一詞會有過激的反應。
後期因為無意間偷聽到最中和新月的談話，確認眾人已遭到背叛，轉而和最中徹底決裂。
戰士機器人－高地英雄號

新月渚（Shngetsu Nagisa）
配音員：伊瀨茉莉也
希望戰士中擔任賢者兼副隊長，後來又成為隊長，是隊上少數的理智人物而被信賴著，頭腦清晰，被期待將來會成為大人物，被稱為「超小學級的社會時間」。
對於一些不合理的事敢於提出質疑。因為認為執行「樂園」計畫比「魔物狩獵」更加重要，苗木困將會是完成「樂園」的阻礙，所以後來私下決定要將苗木困放走，讓她離開塔和市。結果並沒有成功，反而卻讓他在無意之間得知最中和僕人其實暗中另有其他目的。由於過去的陰影，對於「依賴」一詞會有過激的反應。
賢者機器人－漢尼拔X

最中（Monaka）
配音員：平野綾
希望戰士中擔任法師兼歡樂氣氛製造者，平時乘坐輪椅的女孩，頭上綁著緞帶，喜歡與大家交換意見的年級活動（日文是學活），因此被稱為「超小學級的學活時間」，在江之島盾子死亡後接任希望戰士實際上的首領角色，其他人都對她言聽計從，從不曾違背她。似乎因為行動不便而需要坐著輪椅。
本名塔和最中，是塔和灰慈的同父異母妹妹，為情婦所生，從小就遭到家人嫌棄。聰明才智極高，小小年紀已可掌握整個塔和集團的機器人開發部門，在盾子的要求之下開始以協助醫療、救援、家用等名義生產黑白熊外觀的輔助機器人，也同時生產絕望與對抗絕望兩個方面的產品，在希望和絕望方都獲取極大利益，等到認為時機許可以後就開始操縱機器人展開大規模叛亂，造成市民們猝不及防，紛紛遭到屠殺。
表面上和其他希望戰士一樣都在進行「樂園計畫」，但暗中其實不感興趣，反而私下在進行「第二代江之島盾子」計畫，還不惜藉由犧牲隊友來達到自己的目的。其實行動不便也只是偽裝。以實現江之島盾子心中的理想世界做為自己的人生目標。
法師機器人－黑色質疑者
最中的得意之作，具備四部戰鬥機器人的機能的最強機器人。

### 相關人物
會出現在本作，希望峰學園的學生、學生關連人物及其他人物。
黑白熊（Monokuma）
配音員：大山羨代
前作是「希望峰學園校長」的布偶型自動機器人，外表是一隻右半身白左半身黑的小熊布偶。本作則是被塔和集團所大量生產的量產型機器人，原先只是被用於輔助、救災之用，在有心人士的操作下大量的黑白熊開始叛亂屠殺大人，並與希望戰士、黑白熊小孩合作，執行將塔和市改變成小孩子樂園的「樂園計畫」。
除了普通一般的黑白熊以外，還有另外七種不同樣式的黑白熊：爆彈黑白熊（ボンバーモノクマ）、偵察黑白熊（サイレンモノクマ）、故障黑白熊（ジャンクモノクマ）、防盾黑白熊（ガードモノクマ）、滾球黑白熊（ボールモノクマ）、野獸黑白熊（ビーストモノクマ）、飛空黑白熊（デストロイモノクマ）。
黑白熊小孩（Monokumakids）
被戴上黑白熊頭罩的小孩，男女都會穿上一樣的制服，和希望戰士以及量產黑白熊共同執行屠殺大人並在塔和市建立小孩的樂園的計畫。在各關卡中只會旁觀，或是擔任提供資訊、輔助解謎的角色，不會攻擊主角。並不確定其行動是否具備自我意志，或只是遭到他人操縱。
白白熊（Shirokuma）
配音員：豐口惠
在反抗秘密基地駐守的「全身塗白的黑白熊」，左眼包著繃帶，身長100 cm。和一般黑白熊不同，擁有獨立AI，不會攻擊人類，性格溫和，並不希望大人和小孩互相衝突，帶領塔和市內倖存的大人來到一個小孩們找不到的地點，後來就成為反抗軍的秘密基地。平時會進行守備、搬運物資、尋找倖存者等等工作，和苗木困等人相遇並引薦她們進入秘密基地。後來為了阻止黑白熊入侵秘密基地，要求苗木困對自己開槍，引爆自己體內的炸彈將入口堵死。雖然身體毀壞但腦部AI仍可持續運作，指示苗木困應在災害擴大前盡速前往塔和大廈阻止主謀者。
暗中背地裡也在進行煽動引發人們不安的動作，其一切行為的背後其實都是由某人的意志所主導著。
黑黑熊（Kurokuma）
配音員：豐口惠
擔任希望戰士的顧問的「全身塗黑的黑白熊」，右眼帶著眼罩，身長100 cm，穿著打扮特別時尚。和一般黑白熊不同，擁有獨立AI，平時異常聒噪，說話有如機關槍般毫不間斷，有時連自己人都受不了。雖然一直身為希望戰士的顧問而在輔助「樂園計畫」，但背地裡卻又另外向最中提出「第二代江之島盾子」計畫。
暗中背地裡也在進行煽動引發人們不安的動作，其一切行為的背後其實都是由某人的意志所主導著。
江之島盾子（Enoshima Junko）
配音員：豐口惠
過去被稱為「超高中級的辣妹」，實際為「超高中級的絕望」之一，為前作的幕後黑手。表面上只是個注重時髦打扮、直率而沒有耐性的少女，暗中卻擁有足以讓全世界陷入混亂的可怕才能。多年前曾來到塔和市，阻止當時想要自殺的最中等五人，並且教導五人要視大人為「魔物」，要反抗大人，並建立小孩的樂園。於是受到鼓舞的希望戰士等五人紛紛殺害自己父母，也開始殺其他大人，準備執行樂園計畫，並且視江之島盾子為崇拜對象。
在前作一代時就已遭到處刑而死，在本作的時間點已死亡，但即使是死後依然有繼承其意志的絕望殘黨，繼續為世界掀起動亂。
塔和灰慈（Towa Haiji）
配音員：三木眞一郎
由倖存大人們秘密聚集的基地「反抗（Resistance）」的首領，右手因受到黑白熊襲擊重傷而打上石膏，因此行動不便。
雖然身為首領，但一直以來只能帶領集團成員盡量躲開黑白熊的襲擊，沒有對抗叛亂勢力的有效辦法，因而被腐川冬子嘲諷他龜縮不前，一開始對苗木和腐川沒有好感，在秘密基地遭到入侵後，反而認為奮力將黑白熊擊退的苗木和腐川二人是洩漏秘密的叛徒，把二人關進牢房。二人後來逃脫之後又再度回到秘密基地，並再度從黑白熊的襲擊之下拯救多人，此時他才與二人和解，並請求二人協助尋找能夠對抗小孩方的「秘密武器」。
其實是塔和集團的一員，最中的同父異母哥哥，先前集團受到最中掌控，從希望和絕望雙方都撈取利益時，他和父親塔和十九一都無法阻止，在叛亂勢力開始行動並且殺害他父親之後因而開始後悔，一開始態度消極，也不願去請求未來機關幫忙。後來受到苗木困所影響，決定展開行動，卻又和不願殺害無辜小孩的苗木困在理念上發生衝突。
十神白夜（Togami Byakuya）
配音員：石田彰
前作登場角色，過去被稱為「超高中級的名門少爺」、原希望峰學園的學生，前作的自相殘殺學園中倖存者之一。後來加入未來機關，穿著黑色制服。
接到消息得知塔和市有重要人員被囚禁而趕到塔和市，正好碰上苗木困並給予她一把駭客裝置。自己也有跟困一樣的駭客槍，為了救援自己的手下，與敵人戰鬥時失手被俘虜。
苗木誠（Naegi Makoto）
配音員：緒方惠美
前作的主角，過去被稱為「超高中級的幸運」、原希望峰學園的學生。困的親哥哥。
在前作的自相殘殺學園中堅持奮力挑戰「超高中級的絕望」，最後終於成功擊敗黑幕，與另外五名同伴一起倖存，一舉成名而被稱為「超高中級的希望」。後來加入未來機關成為第十四支部的成員，服裝也換成未來機關所穿著的黑色西裝。一直在追查自己家人的下落，直到與苗木困聯絡上以後才得以確認家族成員的存活。
葉隱浩子（Hagakure Hiroko）
配音員：石黑千尋
與「超高中級的占卜師」葉隠康比呂同姓，舉止成熟的女人。實際身份是葉隠康比呂的母親。
個性有些我行我素且散漫，平時愛抽菸，還曾經混過太妹，讓人難以想像過去的本業其實是護士，但是性格率直且熱心，時常給予苗木困協助。
不知為何對自己的兒子有異常高的評價，認為他簡直就是一個完美超人，連腐川聽了都感到難以置信。
朝日奈悠太（Asahina Yuta）
配音員：青山桐子
與「超高中級的游泳選手」朝日奈葵同姓的少年，實際身份是朝日奈葵的弟弟。和姐姐同樣有褐色皮膚，個性開朗活潑，因姐姐擅長游泳，自己於是轉向田徑發展，和姐姐一樣體能極佳。為了向外求援而準備游泳離開塔和市，半途中卻因觸發機關爆炸而身亡。
不二咲太市（Fujisaki Taichi）
配音員：宫田幸季
與「超高中級的程式設計師」不二咲千尋同姓的男人，實際身份是不二咲千尋的父親，外表為一個文弱的眼鏡男子。
本業是大樓裡的安保人員，同樣也是程式設計師。孤身一人待在大樓時碰巧遇到苗木困，協助苗木困啟動大樓電梯，自己卻被突然衝出電梯的黑白熊襲擊。臨死前仍遺憾自己無法再見到孩子一面。
僕人（Servant）
配音員：緒方惠美
白髮，戴著項圈和手套的謎之男子，對待任何做法或事物都保持和顏悅色，臉上總是笑瞇瞇的，就算被罵噁心也絲毫不會生氣。
自稱是逃進塔和市時突然被抓，後來在自己的哀求之下才得以逃過殺身之禍，被准許在希望戰士的身邊服侍起居。實際上自己也有參與部分計畫的執行，還強迫苗木困一定要進行遊戲。在神社時對苗木困與腐川冬子提到自己還有一個並非希望戰士當中的夥伴，表示「雖然是夥伴，但是完全不知道對方在想什麼」，考量並非「主僕」而是夥伴的語詞，以及稱呼使用「あの人」極有可能並非指最中（莫娜卡）等人，並且劇情發言來說，僕人對於希望戰士的舉動瞭若指掌，就連最中（莫娜卡）也是在結尾動畫才發現僕人是故意被抓的，也對最中（莫娜卡）說道「在我的時間容許範圍內」、「因為在這之後我還有非要去的地方不可」，在這畫面後出現的便是神座出流。內心對於希望和絕望有著遠超乎常人的執著，其他人都感到難以理解。真實身分為《超級槍彈辯駁2 再會了絕望學園》裡絕望化的前「超高中級的幸運」狛枝凪斗。和原性格並沒有太大差別，只有對才能的想法有所改變。
後來對最中表明自己時間到了要離開，在最後時刻卻又返回來救援最中，並想將她培育成第二代絕望。
神座出流（Kamukura Izuru）
配音員：無
續作角色，過去被稱為「超高中級的希望」。
在最末尾出現，一人單槍匹馬暗中闖入塔和市只為了奪取某樣東西用來實行某個計畫，其計畫的內容和後續劇情《超級槍彈辯駁2 再會了絕望學園》有很大的關係。
仲島花音
《絕對絕望少女》的主角之一。和苗木困一樣在公寓中被關押了一年半。
實際身份是「超高中級的棒球手」－桑田憐恩的堂妹。

## 名詞解釋
塔和市
由世界數一數二的IT企業所支配的人工島「塔和市」，在各國政府因「人類史上最大最悪的絶望事件」癱瘓之際，塔和市的管理者是擁有世界最尖端的IT技術企業「塔和集團」，這項技術為世界重建貢獻甚鉅並由塔和企業獨斷管治。
擴音器型駭客攻擊槍
十神白夜交給困的有著擴音器外型的電子攻擊槍，透過擴音器射出來的八種不同言彈，產生多樣化的應用及絕佳效果，只對黑白熊（機器人）、機械才有效果。
大多數是與黑白熊戰鬥時使用的，而動彈與觀彈兩顆是解謎與突破被塞住的道路時使用的。
超小學級的時間
相當於超高中級是指一名高中生擁有的才能或身份是全高中生之冠；同樣的，超小學級則是全小學生之冠。
殺害名單
希望戰士所追殺的對象（魔物）會被寫於一張張的名單上。
其中幾十名不多的對象，與第一作的登場角色有所關係。

## 遊戲主題曲
《漸進 - progressive -》
作詞：em:óu，作曲、編曲：中土智博，歌：緒方惠美&內田彩

## 外部連結
- （日語）槍彈辯駁系列公式官網 （页面存档备份，存于）
  - （日語）絕對絕望少女官網 （页面存档备份，存于）
- （中文）《槍彈辯駁》外傳第三人稱射擊遊戲《絕對絕望少女 AnotherEpisode》巴哈姆特 （页面存档备份，存于）
- Steam 平台 《絕對絕望少女 槍彈辯駁 AnotherEpisode》 官方介紹